# Gottardo Arena
La Gottardo Arena è il nome dello stadio del ghiaccio situato nel comune di Quinto, in Svizzera che a partire dal settembre 2021 ospita le partite casalinghe dell'Hockey Club Ambrì-Piotta militante in National League avendo sostituito il vecchio stadio della Valascia.
Più precisamente il nuovo impianto, con capacità complessiva di 6775 spettatori, scelta che corrisponde al numero postale di avviamento del comune, è situato sulla piana di Ambrì ad un'altitudine di 980 m, tra l'aeroporto e l'autostrada. L'utilizzo principale è per l'hockey su ghiaccio, ma lo stadio, con diversi bar e ristoranti, avrà utilizzi multifunzionali, a beneficio dell'intera regione.

## Storia
La costruzione della nuova arena dell'Hockey Club Ambrì-Piotta è stata motivata principalmente dall'impossibilità di procedere alla ristrutturazione della storica pista della Valascia, situata nella frazione di Ambrì, a causa della sua collocazione in una zona a forte pericolo di valanghe secondo i vincoli pianificatori.
Inoltre, la pista era coperta dalla fine degli anni 70, ma era diventata vetusta. Esigenze sempre più stringenti dal profilo sportivo e della sicurezza richiesti dalla lega hockey a causa dell'evolversi del sistema hockeistico professionistico odierno non hanno lasciato ulteriori margini ad una possibilità di sfruttare ancora a lungo il vecchio impianto.
Vista l'impossibilità di agire sul vecchio stadio, dopo un'approfondita valutazione durata parecchi anni, è stato deciso di costruire un nuovo impianto multifunzionale di concezione moderna fuori dal paese a 600 metri dal vecchio sito. La sua costruzione è iniziata nel 2019 si è conclusa nel 2021.
La prima partita di campionato è stata giocata l'11 settembre 2021 contro il Fribourg-Gottéron.